# Frémécourt
Frémécourt egy község Franciaországban. Lakosainak száma 535 fő (2022. január 1.).

## Földrajza
Frémécourt Marines, Ableiges, Bréançon, Cormeilles-en-Vexin, Santeuil és Us községekkel határos.